# 西川祐信

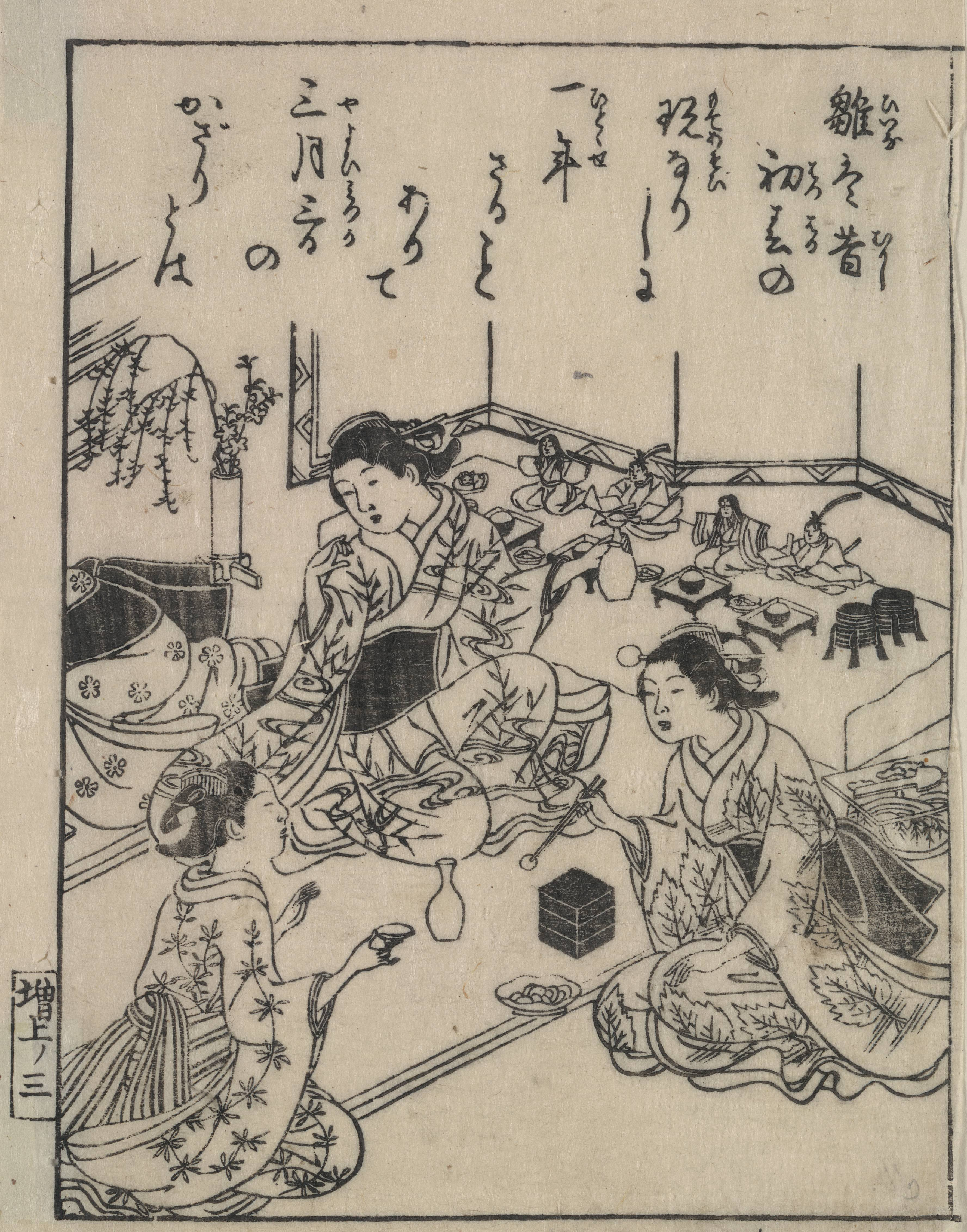
ひな祭りの様子を描いた一頁、絵本（木版）

西川 祐信（にしかわ すけのぶ、寛文11年（1671年） - 寛延3年7月19日（1750年8月20日））とは、江戸時代前期から中期にかけての浮世絵師。江戸を中心とした1枚摺の作品で主に語られる浮世絵の歴史の中で、祐信は京都で活躍し、絵本を主に手がけたためやや等閑視されるきらいがある。しかし、当世風俗描写を主体としていたそれまでの浮世絵に、祐信は古典の知識を作中に引用してこれを当世風に表すなど、抑揚の効いた理知的な美を追求し、次代の浮世絵師たちに大きな影響を与えた。

## 来歴
姓は藤原または西川、初名を庄七郎、俗称を宇右衛門といった。通称は福助、孫右衛門、後に右京。号を自得叟、自得斎、文華堂などと称した。京都出身で、医術に携わる西川家の三男として生まれた。その後成人して西園寺致季の家人となり、右京と称す。絵は初め狩野派を狩野永納に、土佐派を土佐光祐に学んだ。さらに菱川師宣や吉田半兵衛の画風を取り入れ、自己の画風を築いた。柔らかみのある筆使いで落ち着きのある丸顔の女性を描き出す美人画に長け、京坂浮世絵界の第一人者となった。京都柳馬場綾小路下ルに居住、妻は江州石山千町村の郷士小野氏から娶り、3男1女をもうけた。
宝永5年（1708年）に刊行の浮世草子の挿絵『本朝古今新堪忍記』（白梅園鷺水作）が在銘の初作であるとされる。元禄後期から八文字屋本の挿絵を描きまくり、狂言本、評判記、浮世草子と無款のものが多くみられるが、祐信の筆によらないものがないほどであった。代表作に浮世草子『傾城色三味線』（江島其磧作、元禄14年）があり、また『正徳雛形』（正徳3年刊行）や『西川ひな形』（享保3年刊行）などの雛形本も手がけている。特に享保8年（1723年）に墨摺の風俗絵本『百人女郎品定』二冊（国立国会図書館、大英博物館所蔵）を出して世間から高く評価される。これは上は皇后から下は湯女（ゆな）まであらゆる層の100人の女性風俗を生き生きと巧みに描き分けたもので、祐信の名がこの本によって京大坂のみならず江戸にまで知れ渡った。これ以降、多数の絵本を没するまでに刊行した。享保年間に初めて「大和絵師西川祐信」という自負に満ちた落款を使用し、多数の好色絵本を出した。このため、春画に「西川絵」の別称がつくほどだった。これは、唐画に対し大和絵の自立を宣言するほど、強い意識を持って作画し続けたことを示している。しかし上方ではこの時期、未だ一枚摺り版画は行われず、祐信による一枚物の錦絵は1枚も無い。
代表作に役者評判記『役者口三味線』（元禄12年）、『絵本浅香山』などがある。その他、生涯に先述の『百人女郎品定』の他、絵手本『絵本倭比事』（寛保2年刊行）、『絵本玉かづら』、『絵本常盤草』（享保16年刊行）、『絵本千代見草』（元文5年刊行）など、百数十種300冊に及ぶ絵本を描き、上方絵、特に絵本のレベルを一挙に高めた功績は大きい。『絵本倭比事』の第10巻では祐信自身の絵画論を述べている。同時代人の柳沢淇園は、「浮世絵にては花房一てう（英一蝶）などよし。奥村政信・鳥居清信」・羽川珍重・懐月堂などあれども、絵の名人といふは西川祐信より外なし。西川祐信は浮世絵の聖手なり」（「ひとりね」）と高く評価している。また、江戸の浮世絵版画の奥村政信、石川豊信、鈴木春信らに強い影響を与えている。一方で肉筆画では「三美人図」など、はんなりとした京の品位が漂う美人を描いて極めて優れた作品を残している。享年80。墓所は京都市三条通大宮西入の妙泉寺である。法名は徳崇院清翁浄喜居士。門人に西川祐尹（長男）、西川祐代、鴨祐為がいる。

## 作品
| 作品名                     | 技法     | 形状・員数 | 寸法（縦x横cm） | 所有者                       | 年代                                   | 落款                                                              | 備考 |
| -------------------------- | -------- | ---------- | --------------- | ---------------------------- | -------------------------------------- | ----------------------------------------------------------------- | --- |
| 柱時計美人図               | 絹本着色 | 1幅        | 88.5x31.4       | 東京国立博物館               | 享保～寛延期                           | 款記「西川右京祐信画之」/「西川氏」朱文方印・「祐信圖之」白文方印 | 右図の右側。 |
| 柱時計美人図               | 絹本着色 | 1幅        | 72.2x38.8       | 個人                         | 享保～寛延期                           | 款記「西川右京祐信画之」/「西川氏」朱文方印・「祐信圖之」白文方印 | 右図の左側。賛文「深夜蘭燈暗復明 不言却是見多情 外辺已有韓郎侍 令促自鳴向五更」署名「亮秀題」「源哲書」、「哲印」白文方印、「東洋」朱文方印。詩を作った「亮秀」なる人物は不明。賛を書いた源哲は書家の沢田東洋であり、後賛である。 |
| 婦女納涼図                 | 絹本着色 | 1幅        | 53.0x86.4       | 東京国立博物館               | 元文（1736-41年）-寛延（1748-51）年間  |                                                                   | |
| 柳下腰掛美人図             | 紙本着色 | 1幅        |                 | 出光美術館                   |                                        |                                                                   | |
| 詠歌美人図                 | 紙本着色 | 1幅        |                 | 出光美術館                   |                                        |                                                                   | |
| 納涼美人図                 | 絹本着色 | 1幅        |                 | 出光美術館                   |                                        |                                                                   | |
| やぐら時計･雪の送り図      | 絹本着色 | 双幅       |                 | 浮世絵太田記念美術館所       |                                        |                                                                   | |
| 見返る美人図               | 紙本着色 | 1幅        |                 | 浮世絵太田記念美術館         |                                        |                                                                   | |
| 縁先美人図                 | 絹本着色 | 1幅        |                 | 浮世絵太田記念美術館         |                                        |                                                                   | |
| 乗合舟図                   | 絹本着色 | 1幅        |                 | 浮世絵太田記念美術館         |                                        |                                                                   | |
| 美人図                     | 紙本着色 | 1幅        | 108.0x47.0      | サントリー美術館             |                                        | 款記「西川祐信画之」/「西村氏印」白文長方印・「祐信」朱文方印     | |
| 柳下二美人図               | 絹本著色 | 1幅        | 94.6x43.3       | 板橋区立美術館               |                                        |                                                                   | |
| 春の野遊図                 |          | 双幅       |                 | ニューオータニ美術館         |                                        |                                                                   | |
| きせるを持つ遊女図         | 絹本着色 | 1幅        |                 | 川崎・砂子の里資料館         |                                        |                                                                   | |
| 美人観菊図                 | 絹本着色 | 1幅        |                 | 鎌倉国宝館                   |                                        |                                                                   | |
| 久米仙人図                 | 絹本着色 | 1幅        |                 | 日本浮世絵博物館             |                                        |                                                                   | 狩野英信（中橋狩野家）と合作 |
| 化粧美人図                 | 絹本着色 | 1幅        | 89.4x44.8       | MOA美術館所                  |                                        |                                                                   | |
| きのこ狩り図               | 紙本着色 | 1幅        |                 | MOA美術館                    |                                        |                                                                   | |
| 衣通姫図（そとおりひめず） | 絹本着色 | 1幅        |                 | 京都府（京都文化博物館管理） |                                        |                                                                   | |
| 源氏物語図（若菜上）       | 絹本着色 | 1幅        |                 | 京都府（京都文化博物館管理） |                                        | 款記「西川祐信圖之」                                              | |
| 忠度最期図                 | 板絵著色 | 絵馬1面    |                 | 北野天満宮                   | 宝永8年（1711年）4月奉納               |                                                                   | 京都市指定・登録文化財 |
| 釣狐図                     | 板絵著色 | 絵馬1面    |                 | 八坂神社                     | 延享元年（1744年）奉納、祐信74歳の作。 |                                                                   | 京都市指定・登録文化財 |
| 柿本人麿図                 | 絹本着色 | 1幅        |                 | 奈良県立美術館               |                                        |                                                                   | |
| 美人若衆見立高砂図         | 絹本着色 | 1幅        | 99.7x44.0       | 奈良県立美術館               |                                        |                                                                   | |
| 大黒揚屋入図               | 絹本着色 | 1幅        | 35.4x51.7       | 熊本県立美術館               |                                        |                                                                   | |
| 遊女道中図                 | 紙本着色 | 1幅        | 92.3x46.6       | 熊本県立美術館               |                                        |                                                                   | |
| 宮詣図                     | 紙本着色 | 1幅        | 59.7x95.6       | フリーア美術館               | 享保後期頃                             |                                                                   | |
| 雨乞小町図                 | 絹本著色 | 1幅        | 95.2x34.7       | フェレンツ・ホップ東洋美術館 |                                        |                                                                   | |

## 脚註